# Londres 38

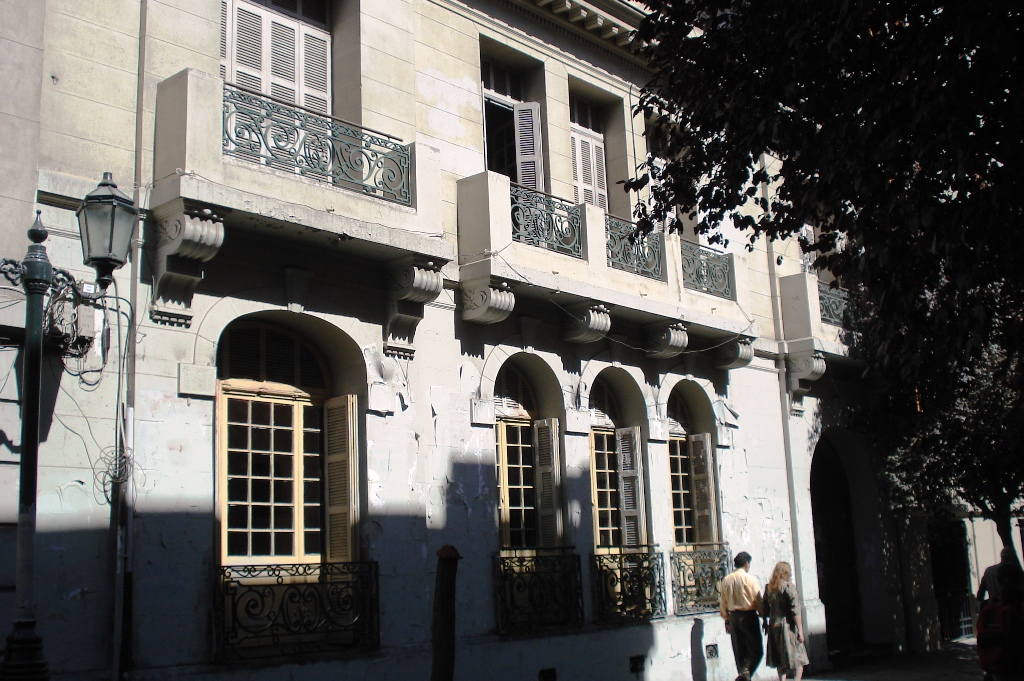
Londres n.º 38 (в настоящее время — 40). Фотография марта 2007 г.

«Londres 38» — дом в центре Сантьяго, один из тайных центров содержания и проведения пыток над бессудно арестованными диссидентами и оппозиционерами диктатуре Пиночета. До военного переворота здание использовалось местным отделением Социалистической партии Чили. В документах Управления национальной разведки значился под кодовым названием «Юкатан» (исп. Yucatán).

## История
Сразу же после военного переворота 11 сентября 1973 г. бывшее отделение Социалистической партии Чили было превращено Управлением национальной разведки в действовавший до конца 1974 г. один из самых жестоких тайных центров пыток, участие в которых принимал в том числе Мигель Краснов.
«Londres 38» стал одним из звеньев цепи аналогичных центров Управления национальной разведки, организованных в Столичной области для уничтожения членов Левого революционного движения, Социалистической и Коммунистической партии Чили. «Londres 38» имел постоянную связь с пыточными центрами расположенными в доме Хосе Доминго Каньяса, в Вилле Гримальди и на территории бывшей дискотеки «Венда Секси».

## Пытки
Наиболее часто используемыми видами пыток были применение электрогенератора, «гриль» и использование членов семей для давления на заключённых: их избиения, унижения, изнасилования.

## Современность
29 ноября 1978 г. Пиночет Верховным декретом №964 передал здание военному Институту им. О'Хиггинса, которым руководил Вашингтон Карраско, также замешанный в пытках и убийствах. Тогда же был сменён номер дома с 38 на 40.
12 октября 2005 г., по запросу «Коллектива Londres 38», зданию был присвоен статус Национального монумента. В 2006 г. Институтом им. О'Хиггинса здание было выставлено на аукцион, но из-за оппозиции со стороны правозащитных и историко-исследовательских организаций продано не было и в 2008 году перешло в собственность государства.